# Herbert Winslow
Herbert Winslow (1848 - 25 septembre 1914) est un contre-amiral de la marine des États-Unis.

## Histoire
Herbert Winslow est né en 1848 à Roxbury (Boston). Il est le fils du contre-amiral John Ancrum Winslow. Il entre à l'Académie navale d'Annapolis en 1865 et obtient sa première affectation sur l'USS Sabine (1855) (en) en 1969. Il épouse, en 1876, Elizabeth Maynard. Il commande l'USS Fern (1871) (en) à la Bataille de Santiago de Cuba le 3 juillet 1898. Sa femme meurt en 1899. Il devient contre amiral en 1909 et prend sa retraite en 1910. Il s'installe alors à Cherbourg en France. Il meurt à Florence, en Italie, le 25 septembre 1914.